# Герб лена Стокгольм
Герб лена Стокгольм (швед. Stockholms läns vapen) — герб современного административно-территориального образования лена Стокгольм, Швеция.

## История
Для лена Стокгольм в 1941 году был принят герб с чёрным грифоном с державой в лапах в красно-золотом поле. Но позже знак пересмотрели. Новый герб лена Стокгольм утверждён в 1968 году.

## Описание (блазон)
Щит рассечен золотым острием, в котором оторваная черная голова грифона с червленым клювом, в правом лазоревом поле золотая коронованная голова Святого Эрика; в левом червленом — золотая держава (шар с крестом), украшенная драгоценными камнями.

## Содержание
В гербе лена Стокгольм объединены символы города Стокгольм и ландскапов Уппланд и Сёдерманланд.
Герб лена может использоваться органами власти увенчанный королевской короной.

Герб лена Стокгольм (до 1968)
Герб Стокгольма
Герб Сёдерманланда
Герб Уппланда